# 銅雀駅
銅雀駅（トンジャクえき）は、大韓民国ソウル特別市銅雀区銅雀洞に位置する、ソウル交通公社とソウル市メトロ9号線の駅である。顕忠院という副駅名がある。

## 利用可能な鉄道路線
ソウル交通公社
 4号線 - 駅番号は(431)
ソウル市メトロ9号線
 9号線 - 駅番号は(920)

## 駅構造

### ソウル交通公社
銅雀大橋と直結するため高架駅となっている。
ホームは3階にある。相対式2面2線を有しており、フルスクリーンタイプのホームドアが設置されている。
改札口は2階にあり、二村側と総神大入口側の2ヶ所ある。ホーム行きエレベータは総神大入口側の改札内に設置されている。化粧室は二村側の改札内に1ヶ所、出口は1番から4番まである。
9号線との乗り換え通路は長さが230mもある。

#### のりば

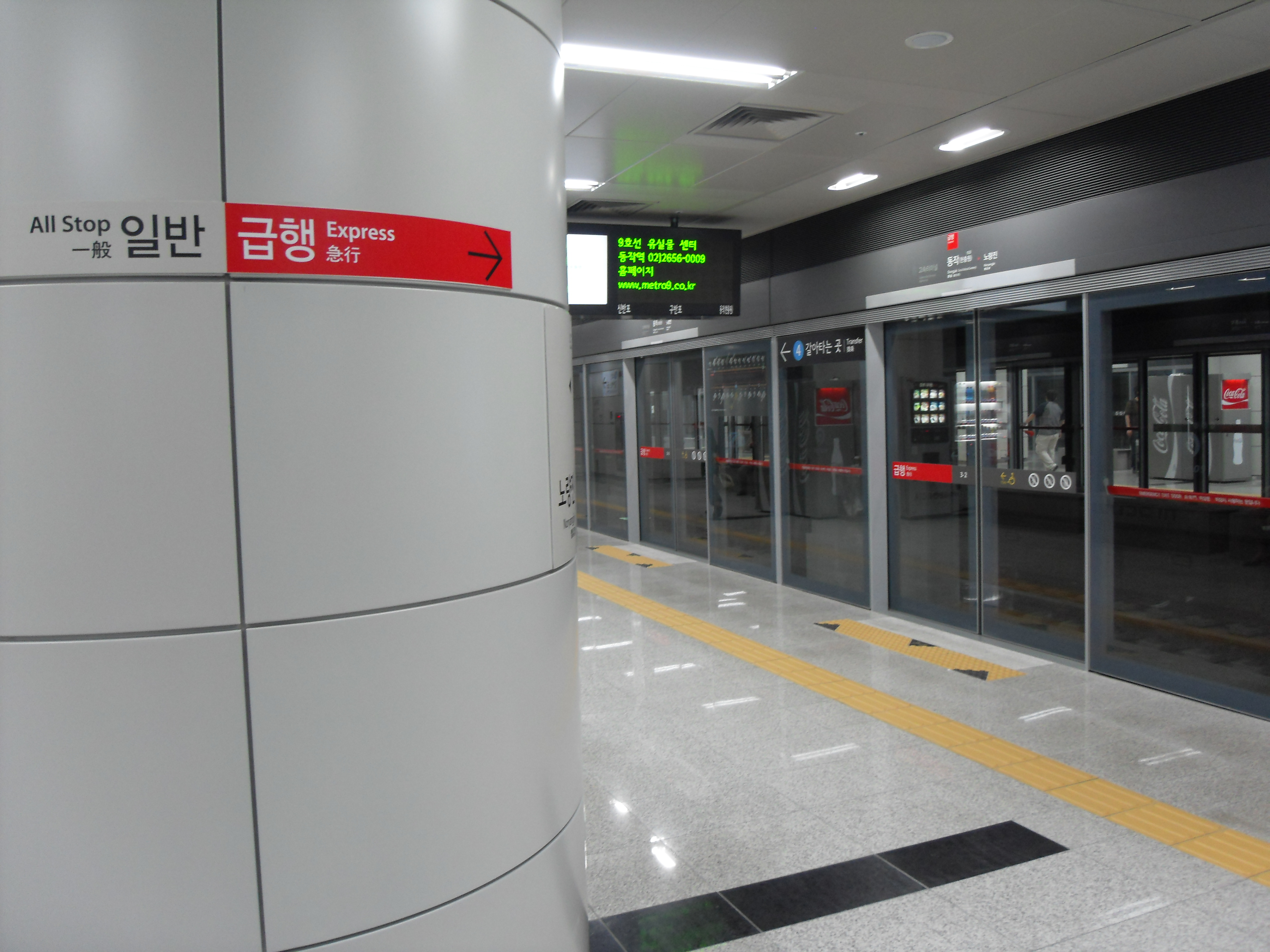
ホーム（2009年撮影）

- のりばの番号は存在しない。

| 上り | 4号線 | ソウル駅・漢城大入口・榛接方面 |
| 下り | 4号線 | 舎堂・衿井・安山・烏耳島方面   |

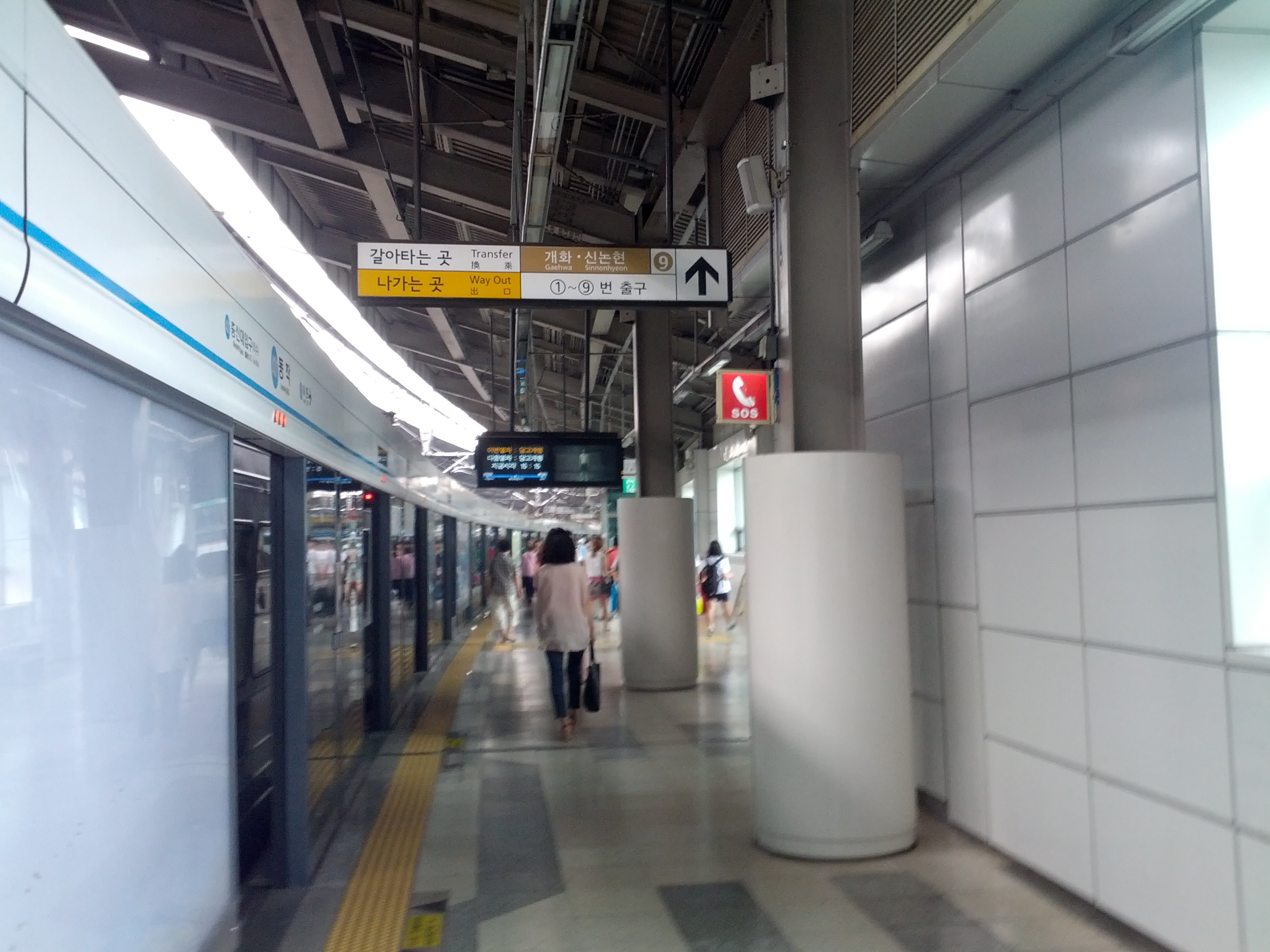
4号線ホーム（2013年撮影）

### ソウル市メトロ9号線
9号線の駅は顕忠路の真下に位置している地下駅である。
ホームは地下3階にある。島式2面4線を有しており、内側2線は急行電車用ホーム、外側2線は一般電車用ホームと分けられている。フルスクリーンタイプのホームドアが設置されている。改札口または4号線との連絡通路に繋がる階段はホーム1面につき3ヶ所、エレベータはホーム1面につき2基ある。
改札口は地下2階にあり、1ヶ所ある。4号線との連絡通路も地下2階にあり、先述のとおり長さが230mもある。化粧室は改札内と改札外に1ヶ所ずつある。出口は5番から9番まである。

#### のりば
- のりばの番号は存在しない。

| 上り（外側） | 9号線 | 鷺梁津・汝矣島・堂山・開花方面                 |
| 上り（内側） | 9号線 | 急行 鷺梁津・汝矣島・堂山・金浦空港方面        |
| 下り（内側） | 9号線 | 急行 高速ターミナル・宣靖陵・総合運動場方面    |
| 下り（外側） | 9号線 | 旧盤浦・新盤浦・高速ターミナル・総合運動場方面 |

- ホーム（2009年撮影）

## 利用状況
近年の一日平均利用人員推移は下記のとおり。
| 路線  | 路線     | 2000年 | 2001年 | 2002年 | 2003年 | 2004年 | 2005年 | 2006年 | 2007年 | 2008年 | 2009年 | 出典  |
| ----- | -------- | ------ | ------ | ------ | ------ | ------ | ------ | ------ | ------ | ------ | ------ | ----- |
| 4号線 | 乗車人員 | 4,446  | 4,204  | 4,212  | 4,115  | 3,992  | 3,478  | 3,434  | 3,479  | 3,363  | 3,598  | [ 2 ] |
| 4号線 | 降車人員 | 4,474  | 4,244  | 4,283  | 4,231  | 4,035  | 3,515  | 3,471  | 3,484  | 3,549  | 3,666  | [ 2 ] |
| 4号線 | 乗降人員 | 8,920  | 8,448  | 8,495  | 8,346  | 8,027  | 6,994  | 6,905  | 6,963  | 6,912  | 7,264  | [ 2 ] |
| 9号線 | 乗車人員 | 未開通 | 未開通 | 未開通 | 未開通 | 未開通 | 未開通 | 未開通 | 未開通 | 未開通 | 10,997 | [ 3 ] |
| 9号線 | 降車人員 | 未開通 | 未開通 | 未開通 | 未開通 | 未開通 | 未開通 | 未開通 | 未開通 | 未開通 | 10,160 | [ 3 ] |
| 路線  | 路線     | 2010年 | 2011年 | 2012年 | 2013年 | 2014年 | 2015年 |        |        |        |        |       |
| 4号線 | 乗車人員 | 2,809  | 2,978  | 3,232  | 3,117  | 3,179  | 3,294  |        |        |        |        |       |
| 4号線 | 降車人員 | 2,865  | 3,099  | 3,455  | 3,372  | 3,458  | 3,642  |        |        |        |        |       |
| 4号線 | 乗降人員 | 5,674  | 6,077  | 6,687  | 6,489  | 6,637  | 6,936  |        |        |        |        |       |
| 9号線 | 乗車人員 | 14,230 | 16,105 | 18,092 | 19,404 | 19,962 | 20,630 |        |        |        |        |       |
| 9号線 | 降車人員 | 14,117 | 15,795 | 17,680 | 18,736 | 19,382 | 20,268 |        |        |        |        |       |

## 駅周辺
- 国立ソウル顕忠院
- 盤浦総合運動場
- 梨水交差点
- 漢江市民公園（朝鮮語版） 盤浦地区
- 漢江洪水統制所
- 銅雀大橋
- ポラメ病院（朝鮮語版）

## 歴史
- 1985年10月18日 - 4号線開業。
- 2009年7月24日 - 9号線が開業し当駅に接続。
- 2022年8月8日 - 9号線が集中豪雨のために冠水して閉鎖[4]。翌日にかけて復旧工事が行われた。

## 隣の駅
ソウル交通公社
 4号線           
二村駅 (430) - 銅雀駅 (431) - 総神大入口駅 (432)
ソウル市メトロ9号線
 9号線        　　　　　　       
急行
鷺梁津駅 (917) - 銅雀駅 (920) - 高速ターミナル駅 (923)
一般（各駅停車）
黒石駅 (919) - 銅雀駅 (920) - 旧盤浦駅 (921)